# Scottish National Gallery

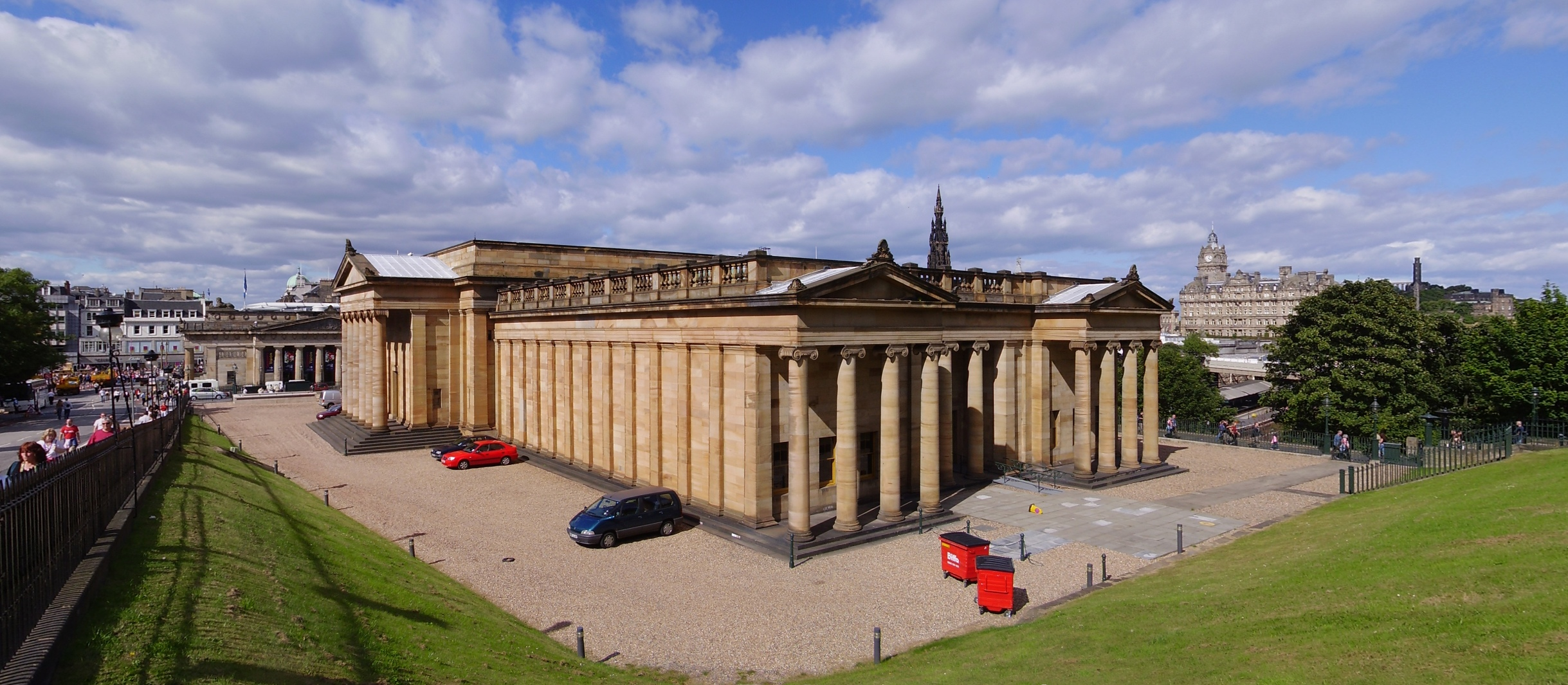
Südseite der Scottish National Gallery mit dem Royal Scottish Academy Building, Princes Street und Waverley Hotel im Hintergrund

Die Scottish National Gallery (bis 2012 National Gallery of Scotland) ist eine Gemäldegalerie und ein Museum in Edinburgh, Schottland. Das kunstvolle klassizistische Gebäude steht neben dem Royal Scottish Academy Building auf The Mound zwischen den beiden Teilen der Princes Street Gardens.
Das von William Henry Playfair entworfene Gebäude diente seit der Fertigstellung als Museumsgebäude. Das Museum wurde 1859 eröffnet. Ebenso wie das Royal Scottish Academy Building wurde es 1912 von William Thomas Oldrieve umgestaltet. Seit der Wiedereröffnung konzentrierte man sich auf den Aufbau einer permanenten nationalen Sammlung schottischer und europäischer Kunst. Die unterirdische Verbindung der beiden Gebäude, das Playfair Project, wurde am 4. August 2004 eröffnet. Vom Platz zwischen den Museen hat man einen Blick auf die Princes Street und Edinburgh Castle.

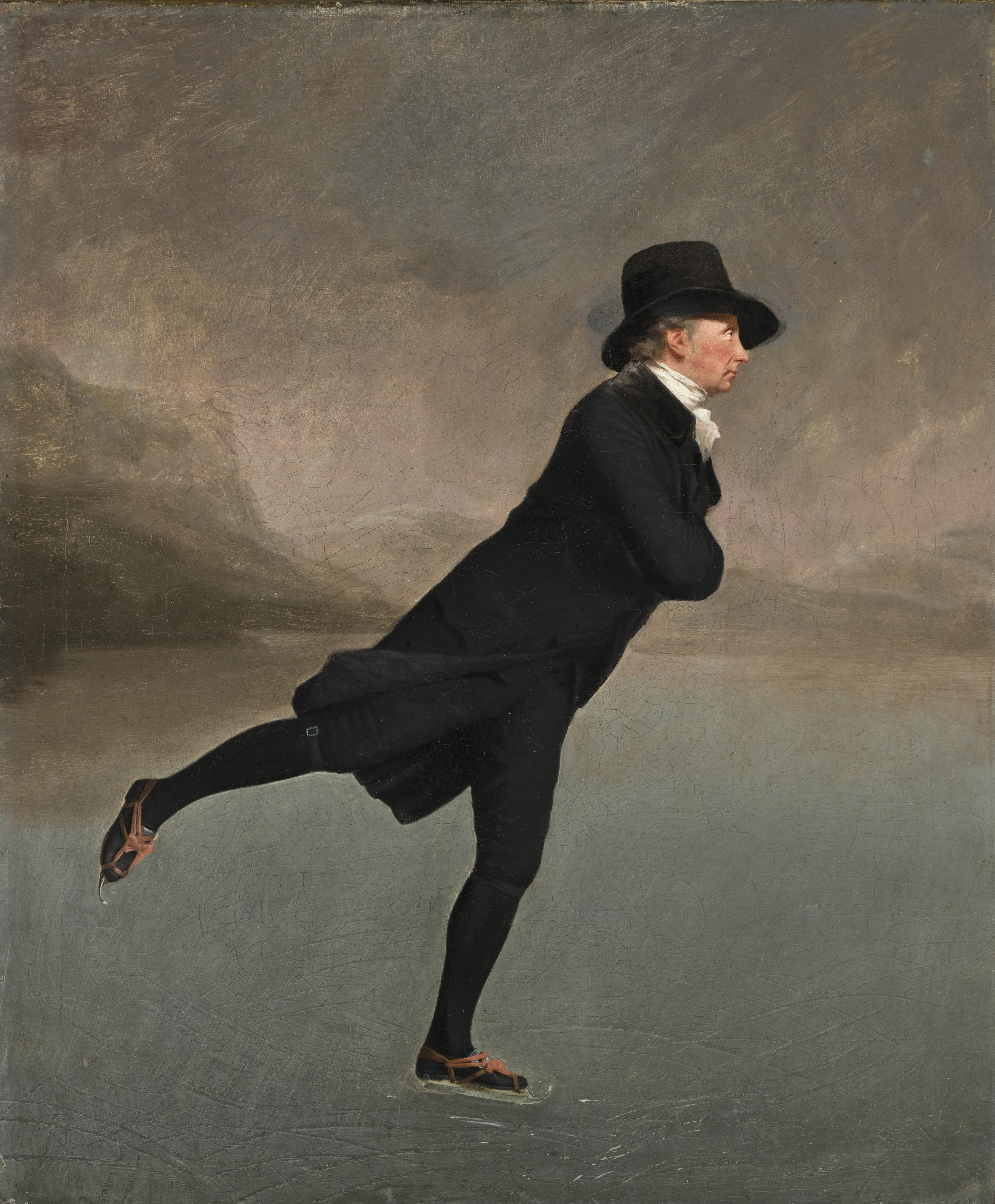
Reverend Robert Walker beim Schlittschuhlaufen, Öl auf Leinwand, 1784

Die Sammlung umfasst Gemälde, Drucke, Zeichnungen und Skulpturen vom 14. bis zum 19. Jahrhundert. Zu den ausgestellten Werken gehört unter anderem Christus bei Maria und Martha von Jan Vermeer, die beiden Hauptwerke von Tizian, Diana und Callisto und Diana und Actaeon, die zweite Folge der Sieben Sakramente von Nicolas Poussin sowie Heidelberg mit einem Regenbogen von William Turner (um 1841). Zu den bekanntesten Gemälden der Sammlung zählt Lady Agnew of Lochnaw von John Singer Sargent. Daneben besitzt die Nationalgalerie die umfassendste Sammlung schottischer Kunst vom 17. bis zum 19. Jahrhundert mit Meisterwerken von Ramsay, Raeburn und Wilkie.
2019 wurde die Scottish National Gallery von rund 1,58 Millionen Personen besucht. 2023 betrug die Besucherzahl etwa 1,84 Millionen Personen.